# الواس
الواس (بالبرتغالية: Elvas‏) هي بلدية برتغالية في محافظة بورتاليجري. يقدر عدد سكانها بـ 23,078 نسمة ومساحتها 631.29 كم2 .

## أعلام
- جوزيه سواريس
- مانويل رودريغوس كويلو